# Тимошенко, Андрей Иванович
Андрей Иванович Тимошенко (15 августа 1969, Ростов-на-Дону — 10 сентября 2010, Ростов-на-Дону) — советский и российский футболист, полузащитник и нападающий. Мастер спорта СССР. После завершения карьеры игрока работал судьёй.

## Биография
Андрей Тимошенко родился в семье футболиста и футбольного арбитра Ивана Тимошенко. Он начал свою карьеру в клубе «Ростсельмаш» в 1985 году и провёл за клуб 9 игр. В следующем году перешёл в московское «Динамо». Там отыграл 3 сезона, проведя за клуб 51 матч и забив 1 гол. Он участвовал в составе команды в розыгрыше Кубка УЕФА, где сыграл 3 раза.
В 1989 году Тимошенко перешёл в минское «Динамо», где провёл 1 сезон, дойдя с командой до финала Кубка федерации футбола СССР. На следующий год он перешёл в московский «Спартак», но не смог закрепиться в составе, проведя за «основу» лишь 4 игры. В сезоне 1990/1991 Тимошенко играл за швейцарский клуб «Малле», после чего вернулся в московское «Динамо», но закрепиться в основном составе не сумел.
В 1992 году Тимошенко перешёл в «Ростсельмаш», за который провёл 9 игр и забил 2 гола.
В 1993 году временно прекратил выступления в большом футболе, занялся бизнесом. Летом того же года стал участником криминальной хроники — в уличной драке получил ранение в грудь.
В 1995 году он в третий раз вернулся в «Ростсельмаш», откуда перешёл в «Волгодонск». Там форвард провёл 2 сезона.
В январе 1997 года Тимошенко прошёл просмотр в клубе «Динамо-Газовик», но клуб не смог предоставить игроку затребованных условий. После чего, игрок перешёл в «Волгарь-Газпром», за который сыграл 60 матчей и забил 8 голов.
В январе 1999 года Тимошенко покинул «Волгарь-Газпром». Он искал себе команду, но не нашёл и принял решение завершить карьеру.
По завершении карьеры Тимошенко судил матчи первенства Ростовской области. В 2000 году захотел стать профессиональным футбольным арбитром. Он обслуживал матчи дублирующих составов. В 2006 году был назначен судить матч 1/128 Кубка России, но был отстранён инспектором встречи из-за того, что был пьян. Позже судья объяснил, что его укусила собака, и он был вынужден принимать перед игрой различные лекарства, вызвавшие состояние, принятое за опьянение.
После ухода из судейского корпуса возглавлял команду ветеранов «Ростсельмаша»/«Ростова».
Скончался в ночь на 10 сентября 2010 года.

### Карьера в сборной
Тимошенко выступал за юношеские сборные СССР. В 1986 году стал чемпионом Европы в возрастной группе до 16 лет, а через два года повторил этот успех с командой до 18 лет. Всего за различные юношеские сборные Советского Союза Тимошенко провёл 43 матча и забил 14 голов.